# ارواح وحشی (فیلم)
ارواح وحشی (به انگلیسی: Savage Souls) یا ارواح قوی (به فرانسوی: Les âmes fortes) فیلمی محصول سال ۲۰۰۱ و به کارگردانی رائول روئیز است. در این فیلم بازیگرانی همچون لتیسیا کاستا، فردریک دیفنتال، آریل دومبال، جان مالکوویچ، شارل برلینگ، یوهان لیسن، ادیت اسکوب، کریستین وادیم و ناتالی بوتفو ایفای نقش کرده‌اند.